# Trung tâm Con người và Thiên nhiên
Trung tâm Con người và Thiên nhiên là một tổ chức khoa học và công nghệ ngoài công lập, thành viên của Liên hiệp các hội Khoa học và Kỹ thuật Việt Nam. Trung tâm hình thành từ năm 2004 và chính thức đăng ký thành lập vào ngày 05/01/2006.
Sứ mệnh
PanNature hoạt động nhằm bảo vệ môi trường, bảo tồn sự đa dạng và phong phú của thiên nhiên, nâng cao chất lượng cuộc sống của cộng đồng địa phương thông qua tìm kiếm, quảng bá, thực hiện các giải pháp bền vững và thân thiện với môi trường.
Trung tâm Con người và Thiên nhiên có trụ sở tại Hà Nội. Các hoạt động của Trung tâm thực hiện trên địa bàn cả nước và có cả các hoạt động ở khu vực hạ lưu Mê Công.

## Hoạt động
Trung tâm Con người và Thiên nhiên cùng với Hội Địa hóa Việt Nam đã tổ chức ngày 21/12/2018 cuộc hội thảo khoa học “Đánh giá và cân nhắc những vấn đề trước khi thực hiện hoạt động khai thác mỏ sắt Thạch Khê tỉnh Hà Tĩnh”. Trên cơ sở kết quả các nghiên cứu, điền dã và ý kiến của các đại biểu tại Hội thảo, các cơ quan đồng tổ chức và thành viên tham dự Hội thảo đã gửi kiến nghị tới các cấp lãnh đạo của Đảng và Nhà nước quyết định dừng khai thác mỏ sắt Thạch Khê.